# Monster (série de televisão)
Monster é uma série de televisão estadunidense de crime real antológica, criada por Ryan Murphy e Ian Brennan. A série estreou em 21 de setembro de 2022 na Netflix.
A primeira temporada abordou a história do assassino em série Jeffrey Dahmer. A segunda temporada abordou a história dos irmãos Lyle e Erik Menendez que assassinaram seus pais. A terceira temporada abordará a história do assassino em série Ed Gein. A quarta temporada abordará a história de Lizzie Borden que assassinou o pai e a madrasta.

## Resumo
| Temporada | Temporada | Título                           | Episódios | Episódios | Originalmente lançado  |
| --------- | --------- | -------------------------------- | --------- | --------- | ---------------------- |
|           | 1         | The Jeffrey Dahmer Story         | 10        | 10        | 21 de setembro de 2022 |
|           | 2         | The Lyle and Erik Menendez Story | 9         | 9         | 19 de setembro de 2024 |
|           | 3         | The Ed Gein Story                | ASA       | ASA       | 2025                   |
|           | 4         | The Lizzie Borden Story          | ASA       | ASA       | 2026                   |

### The Jeffrey Dahmer Story(2022)
Entre 1978 e 1991, Jeffrey Dahmer tirou a vida de dezessete vítimas inocentes de forma brutal. Dahmer – Monster: The Jeffrey Dahmer Story é uma série que expõe esses crimes inescrupulosos e como o desprezo por grupos minoritários, o racismo estrutural e as falhas institucionais permitiram que um dos mais infames assassinos em série da história dos Estados Unidos continuasse agindo às claras por mais de uma década.

### The Lyle and Erik Menendez Story(2024)
A série conta o caso verídico dos irmãos que foram condenados em 1996 pelos assassinatos dos pais, José e Mary Louise 'Kitty' Menendez. Enquanto a acusação afirmava que eles estavam atrás da herança da família, os irmãos alegavam — e continuam firmes na sua versão até hoje, mesmo cumprindo prisão perpétua sem direito à liberdade condicional — que suas ações foram motivadas pelo medo, após uma vida inteira de abusos físicos, emocionais e sexuais cometidos pelos pais.
Monsters: The Lyle and Erik Menendez Story investiga esse caso icônico que chocou o mundo e aumentou a obsessão do público pelo gênero de crimes reais, enquanto provoca a reflexão: quem são os verdadeiros monstros?

### The Ed Gein Story(2025)
Ed Gein foi um criminoso americano cujos atos grotescos chocaram os Estados Unidos nos anos 1950. Morador isolado em uma fazenda em Wisconsin, ele desenvolveu um comportamento bizarro após a morte de sua mãe. Gein ficou conhecido por desenterrar corpos de mulheres em cemitérios e usar partes dos cadáveres para criar objetos macabros, como máscaras de pele humana. Em 1957, a polícia o prendeu após o desaparecimento de uma lojista. A descoberta de restos humanos e artefatos feitos de pele em sua casa revelou a extensão de seus crimes, incluindo o assassinato de duas mulheres.

### The Lizzie Borden Story(2026)
Lizzie Borden ficou famosa pelo brutal duplo assassinato de seu pai, Andrew Borden, e de sua madrasta, Abby Borden, em 4 de agosto de 1892, na residência da família em Fall River, Massachusetts. Os crimes foram perpetrados com um machado, desferindo golpes fatais em ambas as vítimas. Presente na casa no momento dos assassinatos, Lizzie se tornou a principal suspeita e foi acusada formalmente. Apesar das evidências circunstanciais, como a queima de um vestido por Lizzie logo após os crimes, ela foi absolvida das acusações em 1893.

## Produção

### Desenvolvimento
Em 2 de outubro de 2020, o Deadline anunciou que Ryan Murphy e Ian Brennan estariam desenvolvendo uma série sobre o assassino em série Jeffrey Dahmer para a Netflix. Em 16 de setembro de 2022, a Netflix anunciou que o título da primeira temporada seria Dahmer – Monster: The Jeffrey Dahmer Story e que estrearia em 21 de setembro de 2022.
Em 7 de novembro de 2022, a Netflix renovou a série para a terceira temporada. Em 1 de maio de 2023, a Netflix anunciou que o título da segunda temporada seria Monsters: The Lyle and Erik Menendez Story e que abordará a história dos dois irmãos que assassinaram seus pais. Em 20 de agosto de 2024, a Netflix anunciou que a segunda temporada estreará em 19 de setembro de 2024.
Em 16 de setembro de 2024, Ryan Murphy anunciou que a terceira temporada abordará a história do assassino em série Ed Gein. Em 4 de outubro de 2024, Ryan Murphy anunciou que a terceira temporada se chamará The Original Monster. Em 7 de julho de 2025, o Nexus Point News anunciou que  a série foi renovada para a quarta temporada.

### Seleção de elenco
Em 2 de outubro de 2020, Richard Jenkins juntou-se ao elenco da temporada e interpretará Lionel Dahmer, pai de Dahmer. Em 23 de março de 2021, Evan Peters, Penelope Ann Miller, Niecy Nash, Shaun J. Brown e Colin Ford juntaram-se ao elenco da primeira temporada. Evan interpretará o assassino em série Jeffrey Dahmer; Penelope interpretará Joyce Dahmer, mãe de Dahmer; Niecy interpretará Glenda Cleveland, vizinha de Dahmer; Shaun interpretará Tracy Edwards, última vítima de Dahmer; Colin interpretará Chazz. Em 31 de março de 2021, Michael Learned juntou-se ao elenco da primeira temporada e interpretará Catherine Dahmer, avó de Dahmer.
Em 29 de junho de 2023, Nicholas Alexander Chavez e Cooper Koch juntaram-se ao elenco da segunda temporada e interpretarão os irmãos Lyle e Erik Menendez. Em 15 de janeiro de 2024, Javier Bardem, Chloë Sevigny e Nathan Lane juntaram-se ao elenco da segunda temporada. Javier interpretará José Menendez, pai de Lyle e Erik; Chloë interpretará Kitty Menendez, mãe de Lyle e Erik; Nathan interpretará o jornalista investigativo Dominick Dunne. Em 1 de fevereiro de 2024, Ari Graynor juntou-se ao elenco da segunda temporada e interpretará Leslie Abramson, advogada de Lyle e Erik. Em 5 de fevereiro de 2024, Leslie Grossman juntou-se ao elenco da segunda temporada e interpretará Judalon Smyth, amante do Dr. Jerome Oziel. Em 8 de fevereiro de 2024, Dallas Roberts, Jason Butler Harner, Enrique Murciano, Michael Gladis, Drew Powell, Charlie Hall, Gil Ozeri, Jeff Perry, Tessa Auberjonois, Tanner Stine, Larry Clarke, Jade Pettyjohn e Marlene Forte juntaram-se ao elenco da segunda temporada.
Em 16 de setembro de 2024, Charlie Hunnam juntou-se ao elenco da terceira temporada e interpretará o assassino em série Ed Gein. Em 15 de outubro de 2024, Laurie Metcalf, Tom Hollander e Olivia Williams juntaram-se ao elenco da terceira temporada. Laurie interpretará Augusta Gein, mãe de Ed; Tom interpretará o diretor Alfred Hitchcock; Olivia interpretará Alma Reville, esposa de Alfred. Em 20 de novembro de 2024, Vicky Krieps juntou-se ao elenco da terceira temporada. Em 26 de novembro de 2024, Emma Halleen juntou-se ao elenco da terceira temporada. Em 3 de fevereiro de 2025, Addison Rae e Suzanna Son juntaram-se ao elenco da terceira temporada.
Em 28 de julho de 2025, Ella Beatty, Rebecca Hall e Vicky Krieps juntaram-se ao elenco da quarta temporada. Ella interpretará Lizzie Borden, Rebecca interpretará Abby Borden, madrasta de Lizzie, e Vicky interpretará Bridget Sullivan, empregada da família Borden.

### Filmagens
As filmagens da primeira temporada ocorreram entre março e setembro de 2021. As filmagens da segunda temporada ocorreram entre dezembro de 2023 e julho de 2024. As filmagens da terceira temporada ocorreram entre novembro de 2024 e abril de 2025.